# خیرالله تفرشی آزاد
خیرالله تفرشی آزاد (۱۲۸۵ - ۱۳۶۶) بازیگر تئاتر، سینما و تلویزیون اهل ایران بود که در تعدادی از فیلم های صمد با پرویز صیاد همکاری داشت.

## گزیدهٔ آثار

### سینما
1. پدربزرگ (۱۳۶۴)
2. بازجویی یک جنایت (۱۳۶۲)
3. آقای هیروگلیف (۱۳۵۹)
4. بوی گندم (۱۳۵۶)
5. سه ماه تعطیلی (۱۳۵۶)
6. صمد در راه اژدها (۱۳۵۶)
7. ماهی‌ها در خاک می‌میرند (۱۳۵۶)

### تلویزیون
| سال       | نام             | سمت          | کارگردان    | توضیحات                                             |
| --------- | --------------- | ------------ | ----------- | --------------------------------------------------- |
| ۱۳۶۶–۱۳۵۸ | هزاردستان       | بازیگر       | علی حاتمی   | در نقش «طبیب مشهد قدیم»                             |
| ۱۳۵۶      | ایتالیا ایتالیا | بازیگر مهمان | نوذر آزادی  |                                                     |
| ۱۳۵۶      | خسرو میرزای دوم | بازیگر       | نصرت کریمی  |                                                     |
| ۱۳۵۴      | دایی‌جان ناپلئون | بازیگر       | ناصر تقوایی | در نقش «شمس‌علی میرزا» اولین بار در سال ۱۳۵۵ پخش شد. |